# Dusona pauliani
Dusona pauliani là một loài tò vò trong họ Ichneumonidae.